# Cantone di Creully
Il Cantone di Creully era una divisione amministrativa dell'arrondissement di Caen.
A seguito della riforma approvata con decreto del 17 febbraio 2014, che ha avuto attuazione dopo le elezioni dipartimentali del 2015, è stato soppresso.

## Composizione
Comprendeva i comuni di:
- Amblie
- Anguerny
- Anisy
- Basly
- Bény-sur-Mer
- Cairon
- Cambes-en-Plaine
- Colomby-sur-Thaon
- Coulombs
- Courseulles-sur-Mer
- Creully
- Cully
- Fontaine-Henry
- Le Fresne-Camilly
- Lantheuil
- Lasson
- Martragny
- Reviers
- Rosel
- Rucqueville
- Saint-Gabriel-Brécy
- Secqueville-en-Bessin
- Thaon
- Vaux-sur-Seulles
- Villons-les-Buissons